# Kiiken
Kiiken is een sport die in 1996 is bedacht door de Est Ado Kosk. De naam is afgeleid van het Estse woord voor 'zwaai', kiik. Bij kiiken is het de bedoeling om met een speciale schommel over de kop te gaan. De schommel die voor de sport wordt gebruikt heeft geen kettingen waarmee het plankje aan de dwarsbalk is bevestigd, maar starre buizen. De voeten worden voor de veiligheid bevestigd aan de plank.

## Hoe vaart te maken
Om vaart te maken op de schommel dient de schommelaar eerst te hurken en daarna omhoog te komen. Dit dient hij zo lang te doen totdat de schommelaar voldoende moment heeft om over de kop te gaan.

## Wereldrecords
Bij het wereldrecord is het de bedoeling om over te kop te gaan met het langste paar armen. Hoe langer de armen zijn, hoe moeilijker het namelijk is.
- In 2004 heeft Matt Dart het Amerikaanse record op 5,34 m gezet.
- In 2012 is het Nieuw-Zeelandse record gezet op 4,83 m door Maxwell White.[1]
- Het Belgische record dat werd gevestigd op 22 augustus 2021 te Talinn bedraagt 4,80 m en staat op naam van Erwin Orye.[bron?]
- Het Estse record stamt uit 2012: het staat op 7,03 m, op naam van Ants Tamme. Hij verbrak het vorige record van 7,02 m uit 2004, dat op naam staat van Andrus Aasamäe. Dit record staat ook in het Guinness Book of Records.[2]

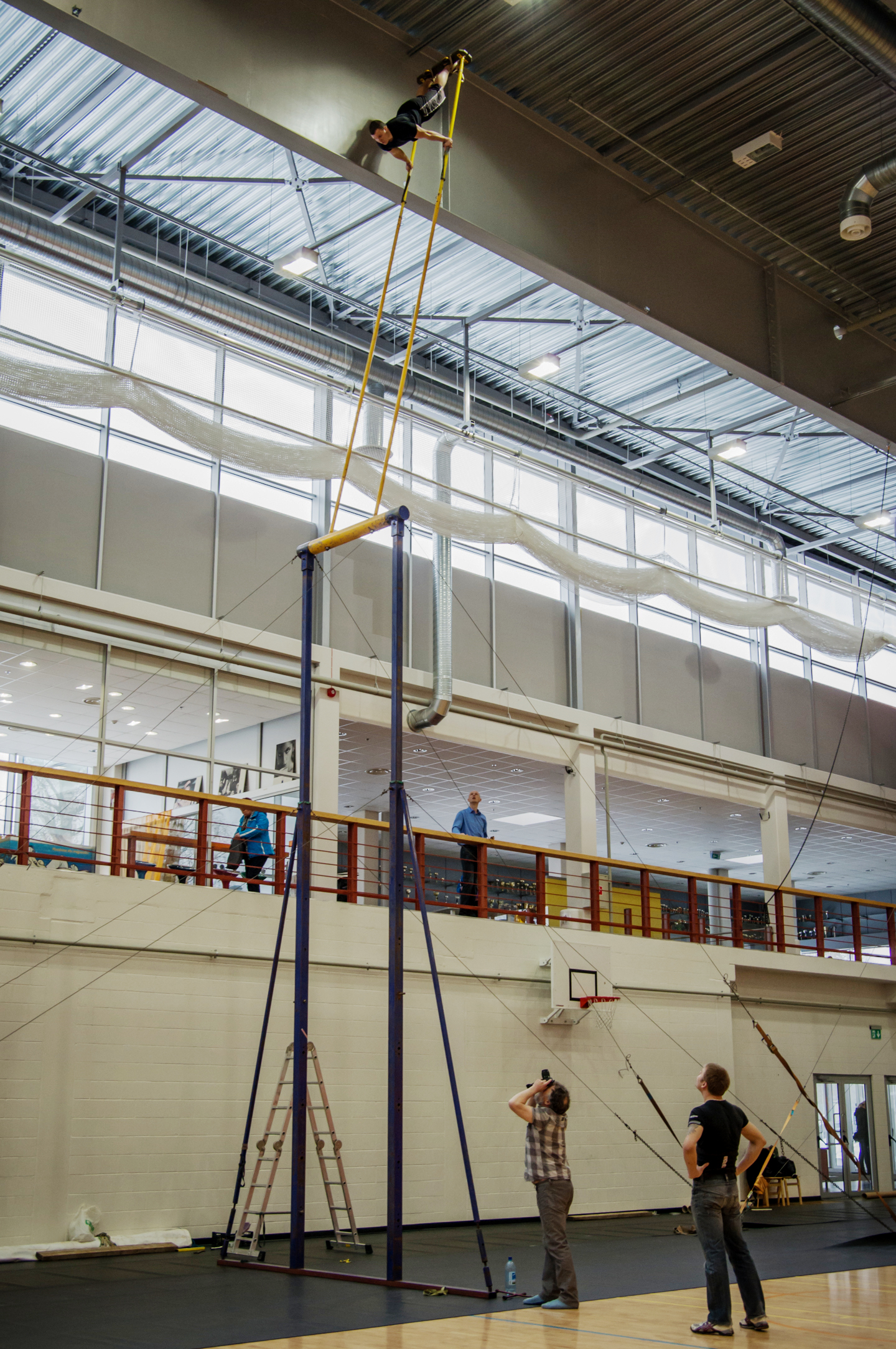
Indoor kiiken
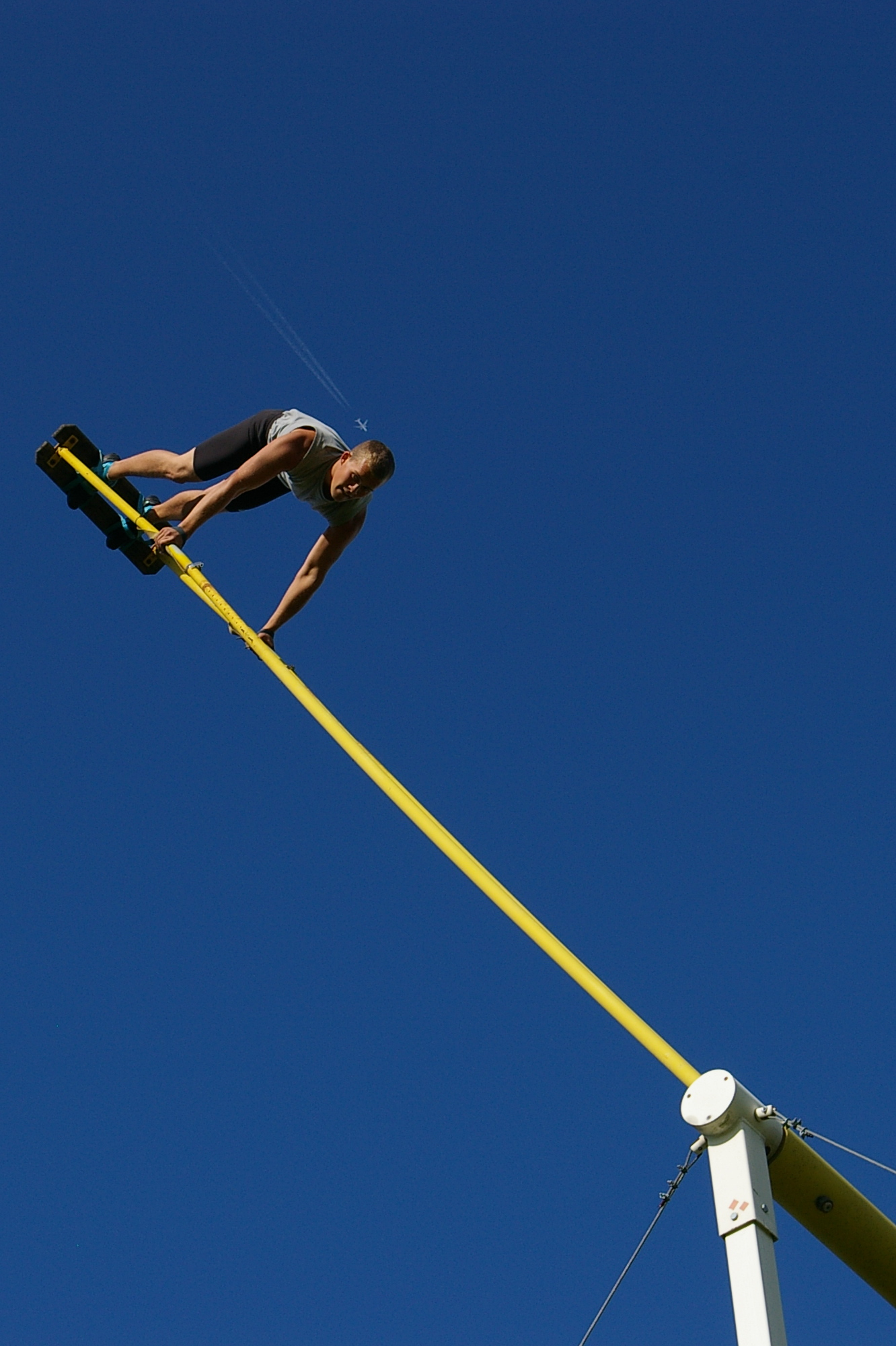
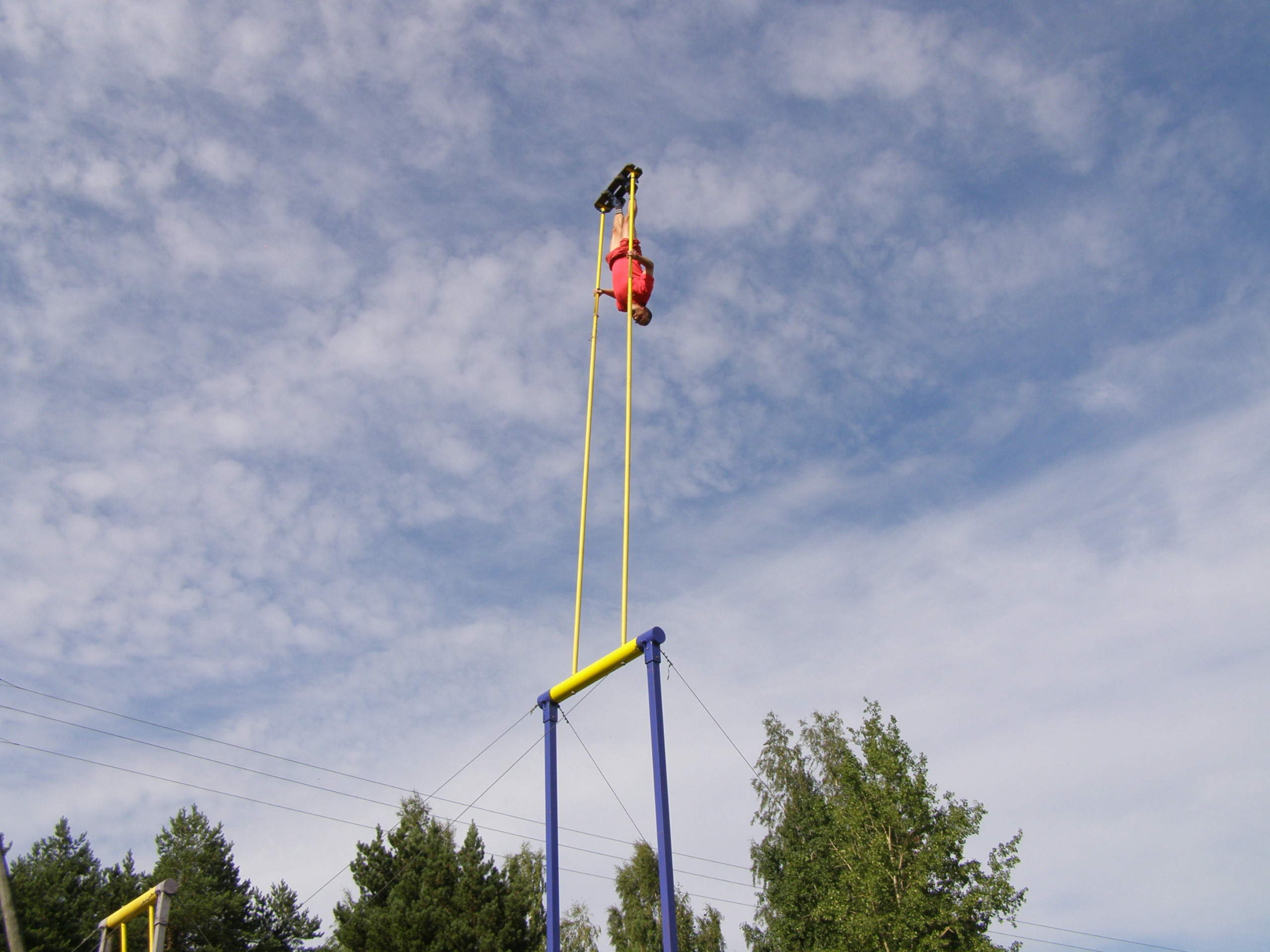
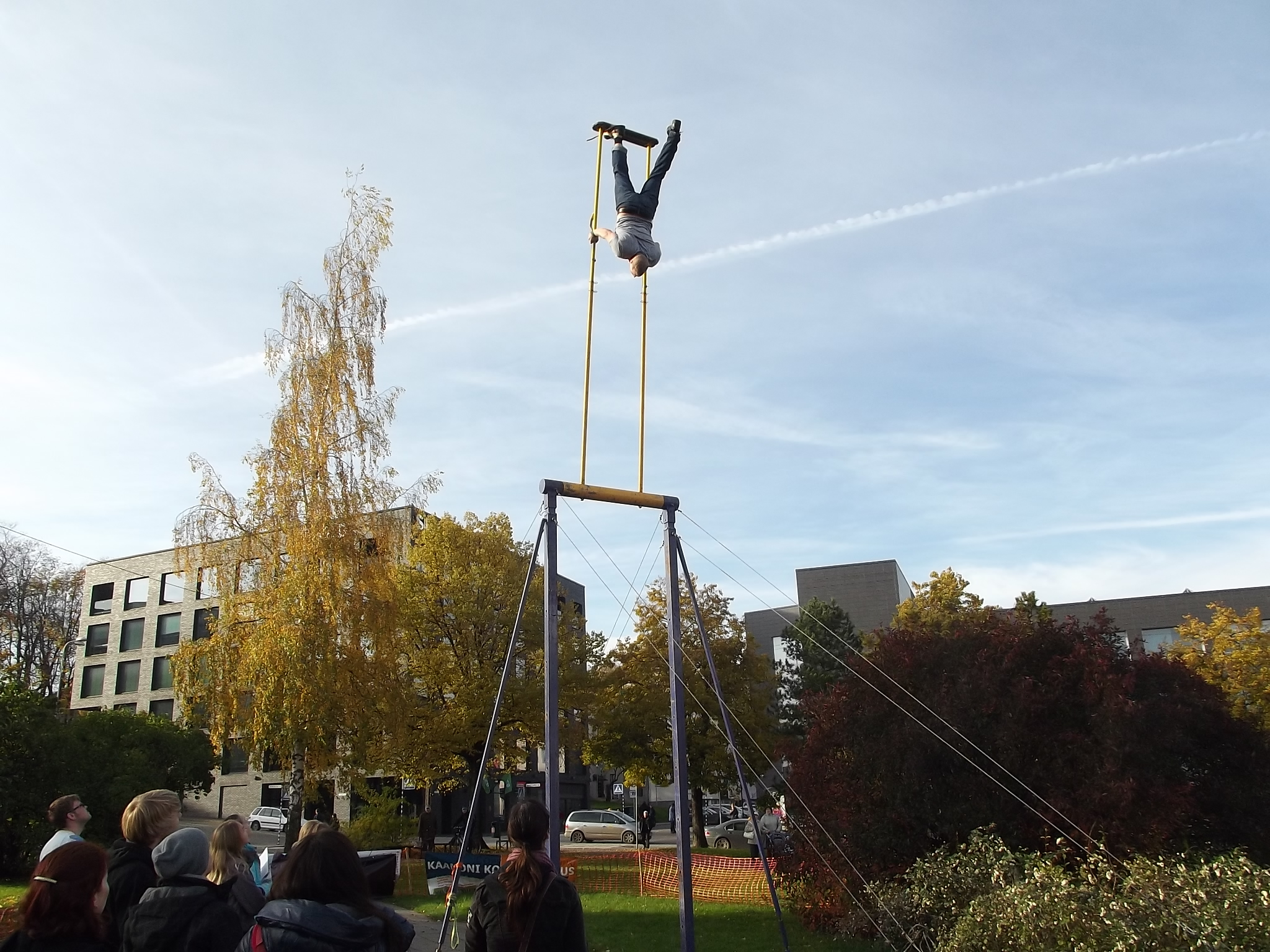
Kiiken in Tartu